# Hawler Peshmarga Club
Hawler Peshmarga Club (também chamado de Erbil Peshmerga SC) é um clube esportivo da cidade de Erbil, no Curdistão Iraquiano.[carece de fontes?]
Fundado no ano de 2004, é o clube das forças armadas do país, apelidadas de Peshmerga. Foi o campeão do Campeonato Curdistanês de Futebol na temporada 2016-17.